# Cosmosoma analicincta
Cosmosoma analicincta là một loài bướm đêm thuộc phân họ Arctiinae, họ Erebidae.